# Eritreisch-Katholische Kirche

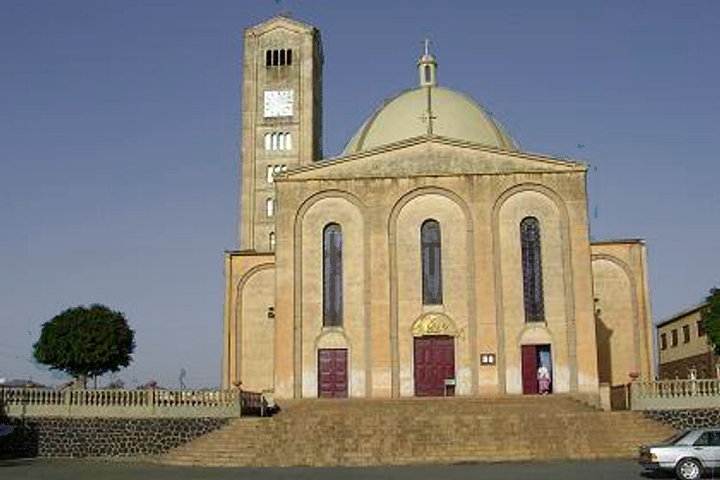
Kidane-Mehret-Kathedrale der Erzeparchie Asmara

Die Eritreisch-Katholische Kirche (lateinisch Ecclesia Catholica Erythraea, Tigrinya ካቶሊካዊት ቤተክርስትያን ኤርትራ Katolikkawit Betäkǝrǝstǝyan Erǝtra; eigentlich Asmarer Metropolitankirche eigenen Rechts, lateinisch Ecclesia Metropolitana sui iuris Asmarensis, Tigrinya መጥሮጶሊሳዊት ርእሰ ምሕድርቲ ቤተክርስትያን ኣስመራ Mäṭrop̣olisawit Rǝʾsä Mǝḥǝdǝrǝti Betäkǝrǝstǝyan Asmära) ist eine Kirche eigenen Rechts der römisch-katholischen Kirche in äthiopischer Ritustradition. Sie wurde am 19. Januar 2015 durch Papst Franziskus als Metropolitankirche sui iuris errichtet und von der Äthiopisch-Katholischen Kirche abgespalten. Oberhaupt ist der Metropolit von Asmara Menghisteab Tesfamariam MCCJ. Alle Diözesen gehören zur Kirchenprovinz Eritrea.
Der Kirche gehörten im Jahre 2017 167.722 Mitglieder an, circa 3,3 % der Bevölkerung Eritreas.
Ihr orthodoxes Gegenstück ist die Eritreisch-Orthodoxe Tewahedo-Kirche.

## Geschichte
Der katholische Glaube wurde durch die Missionstätigkeit von Justinus de Jacobis verbreitet, der von 1839 bis zu seinem Tod 1860 im damaligen Abessinien tätig war. Die Gläubigen entstammten der äthiopischen orthodoxen Kirche, die damals noch Teil der koptischen Kirche war, und behielten ihren Ritus und die altäthiopische Sprache als Liturgiesprache bei.
Eritrea war seit 1890 italienische Kolonie. Im Jahr 1894 wurde eine Apostolische Präfektur für Eritrea errichtet und vom Apostolischen Vikariat Abessinien (Äthiopien) getrennt. Die Präfektur wurde 1911 zum Apostolischen Vikariat erhoben. Mit der Ankunft vieler italienischer Kolonisten wurden die lateinischen Katholiken viel zahlreicher als die indigenen Katholiken.
Am 4. Juli 1930 wurde ein Ordinariat für die Indigenen eingerichtet. Erster Ordinarius war Bischof Kidanè-Maryam Cassà.
Zu Beginn der 1940er Jahre waren rund 28 % der Einwohner der Kolonie Eritrea katholisch, etwa 11 % der Bevölkerung waren italienische Kolonisten und Soldaten.
Nach dem Zweiten Weltkrieg verließen die meisten Italiener das Land, so dass das Vikariat an Bedeutung verlor. Das mittlerweile wichtigere Ordinariat wurde 1951 Apostolisches Exarchat der Äthiopisch-Katholischen Kirche, der Ordinarius Ghebre Jesus Jacob wurde erster Exarch. Bischofssitz wurde die Kidane-Mehret-Kathedrale.
Am 20. Februar 1961 wurde das Exarchat zur Eparchie Asmara erhoben. Im selben Jahr brach der Eritreische Unabhängigkeitskrieg aus, der erst 1993 mit der Unabhängigkeit Eritreas endete. Im Mai 1993 errichtete Papst Johannes Paul II. zwei weitere Eparchien in Keren und Barentu. Das Apostolische Vikariat Asmara wurde aufgelöst und die lateinischen Gläubigen der Hierarchie der äthiopischen Kirche unterstellt.
Die vierte Eparchie Segheneity errichtete Papst Benedikt XVI. am 24. Februar 2012 aus Gebietsabtretungen der Eparchie Asmara.
In Folge der politischen Trennung von Äthiopien errichtete Papst Franziskus am 19. Januar 2015 die Eritreisch-Katholische Kirche als eigenständige Metropolitankirche sui iuris. Ihr gehören alle Gläubigen und die vier Eparchien in Eritrea an, die zuvor zur Äthiopisch-Katholischen Kirche gehörten. Sie ist damit die 23. Katholische Ostkirche.

## Struktur

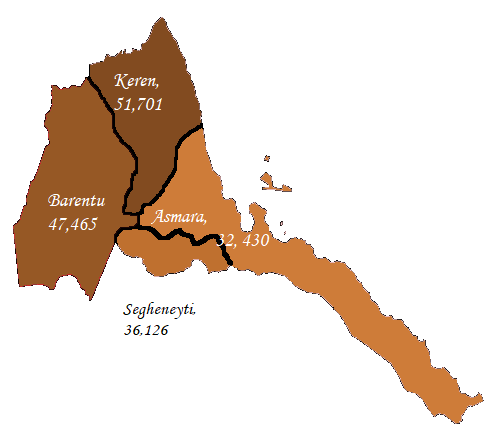
Die vier Eparchien der Eritreisch-Katholischen Kirche

Zur Eritreisch-Katholischen Kirche gehören eine Kirchenprovinz mit vier Eparchien im äthiopischen Ritus:
- Kirchenprovinz Eritrea
  - Erzeparchie Asmara (Metropolitansitz)
    - Eparchie Keren
    - Eparchie Barentu
    - Eparchie Segheneity

Mit der Auflösung des lateinischen Apostolischen Vikariates Asmara im Jahr 1995 unterstanden alle katholischen Gläubigen Eritreas, auch die der lateinischen Rituskirche, der lokalen ostkirchlichen Jurisdiktion der Äthiopisch-katholischen Kirche. Seit 2015 unterstehen sie alle der Eritreisch-Katholischen Kirche.